# Stephen Duffy
Stephen Duffy (Birmingham, 30 maggio 1960) è un chitarrista, paroliere e cantante inglese, noto per essere stato il primo cantante dei Duran Duran, ed aver in seguito lavorato con Robbie Williams e Steven Page.

## Duran Duran e primi lavori
È stato il cantante e bassista dei Duran Duran. Ha continuato a registrare come solista sotto diversi nomi.
Mentre frequentava la Scuola di Fondazione Studi & Experimental Workshop presso il politecnico di Birmingham (oggi Birmingham City University) Duffy ha incontrato John Taylor. Insieme hanno formato il gruppo dei Duran Duran con l'amico d'infanzia di Taylor, Nick Rhodes. Inizialmente John Taylor è stato il chitarrista, Nick Rhodes il tastierista e Duffy cantante, paroliere e bassista. Nel 1979 ha lasciato sia la scuola che la band, successivamente i Duran Duran firmarono il primo contratto con la EMI nel 1980.
Subito dopo si è unito alla band "rivale" dei Duran Duran nota come Subterranean Hawks, e ha fatto le sue prime registrazioni pubblicate nel 1981.

## Tin Tin
Nel 1982, ha creato la band Tin Tin con John Mulligan e Dik Davis, Andy Stoker Growcott e Bob Lamb, produttore degli UB40. Il gruppo ha firmato con la WEA Records, e ha pubblicato nel 1982 il singolo, Kiss Me, ma non ha avuto successo. Nel 1983, Tin Tin ha firmato con la statunitense Sire Records, per cui il singolo, Kiss Me è entrata nelle classifiche dance music. Un altro singolo, Hold It, è stato pubblicato nel 1983, e ha raggiunto nel Regno Unito la 55ª posizione.
Dopo un periodo di lavoro negli Stati Uniti, Duffy è tornato in Inghilterra per firmare un contratto come solista con la Virgin cambiando nome in Stephen Tin Tin Duffy, ha registrato una nuova versione di Kiss Me,  pubblicata nel 1984, questa volta solo nella zona delle West Midlands, raggiungendo la 88ª la posizione nel mese di settembre 1984. Alla fine del 1984, Duffy ha registrato una terza versione di Kiss Me, prodotta da J.J Jeczalik e Nicholas Froome, pubblicata nel febbraio 1985. Ha debuttato al 22ª posizione, raggiungendo la 4ª la posizione nella UK Singles Chart vendendo 250 000 copie in tre settimane. In seguito ha registrato il singolo Icing on the cake raggiungendo la 14ª posizione nel giugno 1985. Il suo primo album completo, The ups and downs, ha raggiunto la 35ª posizione nel Regno Unito.
Un nuovo singolo, Unkiss that kiss, venne pubblicato nel settembre 1985, raggiungendo, nel Regno Unito, la 77ª posizione. Il singolo è stato il primo brano ad essere estratto dall'album, Because We Love You, uscito nei primi mesi del 1986. Ulteriori singoli estratti dall'album sono stati i brani, I love you, entrato all'86ª posizione e, Something special, in collaborazione con Sandii, ma questo singolo, e l'album stesso, non è riuscito a entrare in classifica.

## Dr. Calculus
L'artista ha anche registrato nel 1986 una non-stop di quaranta minuti nel 1986 denominata, Designer Beatnik con Roger Freeman, rilasciato sotto il nome di Dr. Calculus. La foto di copertina mostra lo Spirit of Ecstasy e dall'album sono stati estratti due singoli, Programme 7 e Perfume of Spain.

## The Lilac Time
Nel 1986 il cantante ha iniziato a scrivere e registrare la musica il cui risultato sarebbe diventato il primo album di The Lilac Time pubblicato dalla Swordfish Records. L'album, intitolato, The Lilac Time è uscito nel novembre 1987, successivamente ristampato in forma remixata in data 8 febbraio 1988.
La band ha avuto diversi cambi di formazione con i fratelli Duffy come artisti principali. Inizialmente la band era composta da Stephen Duffy, suo fratello maggiore Nick Duffy e l'amico Michael Weston con i quali ha registrato il loro primo album. Nel 1989 pubblicarono l'album, Paradise Circus e, nel 1990, Love for all. Nel 1991 la band si scioglie e Duffy proseguì la carriera da solista.

## Carriera solista
Nel 1993 pubblica l'album Music in Color , con l'etichetta Parlophone, insieme a Nigel Kennedy. I due singoli estratti furono, Natalie e Holte End Hotel. Nel mese di agosto del 1995 fu rilasciato un album chiamato semplicemente, Duffy. I singoli, London Girls e Sugar High sono entrate nella top 10 del Regno Unito. La canzone, Starfit, venne pubblicata come singolo negli Stati Uniti. L'album è stato ristampato nel 2000 dalla BMG Fun House.
L'artista ha partecipato a un supergruppo temporaneo chiamato, Me Me Me, composto da Duffy, Alex James dei Blur, Justin Welch degli Elastica e Charlie Bloor. Il singolo, Hanging Around è stato pubblicato il 5 agosto 1996, e ha raggiunto, nel Regno Unito, la 19ª posizione.
I love my friends è stato pubblicato nel 1998 dalla Cooking Vinyl Records, che ha anche rilasciato i singoli 17 e You Are. Inoltre nel 1999 la Virgin ha pubblicato una compilation chiamata,  Tin Tin.

## The Devils
Nel 1999 Duffy ha trovato nella sua soffitta una registrazione live su nastro del periodo 1979 quando era membro dei Duran Duran. Poco dopo, in una sfilata di moda, ha avuto un incontro casuale con Nick Rhodes. I due ne hanno parlato e insieme hanno deciso di collaborare, così hanno ri-registrato quella musica del nastro non modificando nessuna brano e usando strumenti analogici vintage del tempo. Il risultato è stato l'album Dark Circles rilasciato sotto il nome di The Devils.
La band ha suonato dal vivo solo due volte, a Londra, il 19 novembre 2002, e a Colonia, il 17 febbraio 2003, subito dopo i due membri sono tornati alle loro rispettive carriere.
Nei primi di giugno del 2008, Rhodes e Duffy sono stati intervistati dal giornalista musicale Pete Paphides per la BBC Radio 4, rivivendo tutta l'esperienza dei Dark Circles. Duffy ha anche dichiarato pubblicamente, attraverso il suo sito web, che potrebbe essere rilasciato in seguito un DVD dei The Devils.
I The Devils sono stati una band inglese di pop elettronico inglese, formata da Nick Rhodes e Stephen Duffy. Questa è la prima incarnazione dei Duran Duran del 1978, che comprendeva oltre a Stephen e Nick Rhodes anche John Taylor e Simon Colley. Con questa formazione la band dei Duran Duran ha cantato dal vivo per quasi un anno, prima dell'abbandono di Duffy e Colley.
Duffy nel corso del tempo ha cambiato spesso la band, mentre i Duran Duran alla fine sono diventati famosi e conosciuti in tutto il mondo con la formazione composta da Nick, John insieme al batterista Roger Andrew Taylor, il chitarrista Andy Taylor e il cantante Simon Le Bon.

## The Lilac Time il ritorno
Duffy ha riformato i The Lilac time con il fratello Nick e Michael Giri, insieme a nuovi membri Claire Worrall e Melvin Duffy. Hanno pubblicato nel 1999, Loocking For A Day In The Night e nel 2001 Lilac6. The Fontana Trinity è invece una raccolta di brani dei loro singoli dei primi tre album, uscito nel 2001.
L'album, Keep Going è stato pubblicato nel 2003 per la Folk modern record sotto il nome di, Stephen Duffy e The lilac Time.
Nel 2007 Duffy ha pubblicato un nuovo album in edizione limitata, circa 2 000 copie, intitolato, Runout Groove, e ha tenuto alcune esibizioni rare insieme ai Lilac Time.

## Con Robbie Williams e Steven Page
Nel 1987 l'artista è stato contattato da Steven Page, così iniziarono a scrivere canzoni. Il loro lavoro combinato ha prodotto canzoni popolari per la band dei Barenaked Ladies come, Jane, Alcohol e Call and answer. Le ultime due incluse nell'album Stunt.
La capacità di scrittura di Duffy gli ha valso la 1ª posizione nel mese di ottobre del 2004, come il coautore del singolo, Radio di Robbie Williams.
Nell'ottobre 2005 Robbie Williams ha rilasciato, Intensive Care, completamente co-scritto e co-prodotto da Stephen Duffy. L'album ha avuto un grande successo di critica vendendo oltre 8 milioni di copie, diventando per Robbie Williams l'album in studio più venduto al mondo. Duffy ha poi continuato a lavorare come direttore musicale del tour mondiale di Robbie Williams, Close Encounters World Tour.

## Film documentario
Il documentario, The Douglas Arrowsmith Memory & Desire: racconta trent'anni nel deserto con Stephen Duffy e The Lilac Time, girato in sei anni e comprende filmati d'epoca della band. Il film è stato distribuito al London Raindance Film Festival nel mese di ottobre del 2009, accompagnato da un album della Universal Records con lo stesso nome che riunisce la canzoni di Duffy del trentennio.

## Vita personale
Dopo diversi anni insieme, Duffy ha sposato la collega dei Lilac Time, Claire Worrall nel mese di aprile del 2008. La coppia ora vive in Cornovaglia.

## Discografia

### The Hawks
- "Words of Hope" (1981)

### Tin Tin
- "Kiss Me" (1982) WEA
- "Hold It" (1983) WEA
- "Kiss Me (US Remix)" (1984) WEA

## Singoli Stephen Tin Tin Duffy
- "She Makes Me Quiver" (1984)
- "Kiss Me (1985)" (1985)
- "Icing on the Cake" (1985)
- "Unkiss That Kiss" (1985)
- "I Love You" (1986)
- "Something Special" (1986) (Stephen Duffy & Sandii)
- "I Love You / Wednesday Jones" (1986)
- "Kiss Me" (1989)

### Albums Stephen Tin Tin Duffy
- The Ups and Downs (1985)
- Because We Love You (1986)
- They Called Him Tin Tin (1998)

### Dr. Calculus
Singles
- "Programme 7" (1985)
- "Perfume from Spain" (1986)

Album
- Designer Beatnik (1986)

### The Lilac Time
Singles
- "Return to Yesterday / Trumpets from Montparnasse" (1987)
- "You've Got to Love" (1988)
- "Black Velvet" (1988)
- "American Eyes" (1989)
- "Days of the Week" (1989)
- "The Girl Who Waves at Trains" (1989)
- "All for Love & Love for All"	 (1990)
- "It'll End in Tears" (1990)
- "The Laundry"	(1990)
- "Madresfield"	(1991)
- "Dreaming" (1991)
- "Natalie" (1993) Parlophone
- "A Dream That We All Share" (1999)
- "This Morning" (2001)	-
- "Driving Somewhere" (2007)
- "Happy Birthday Peace EP" (2008)
- "Prussian Blue" (2015)

Albums
- Music in Colors (1993) Parlophone
- Astronauts (1998) - versione giapponese con sette tracce extra
- Paradise Circus (1999)
- The Lilac Time (1999)
- Looking for a Day in the Night (1999)
- lilac6 (2001)
- Compendium - The Fontana Trinity (2001)
- Keep Going (2003)
- Astronauts (2005)
- Paradise Circus (2006)
- The Lilac Time (2006)
- Love for All (2006)
- Runout Groove (2007)
- Memory & Desire - 30 Years In The Wilderness (2009)
- No Sad Songs (2015)

### Duffy
Singles
- "London Girls" (1995)
- "Sugar High" (1995)
- "Starfit" (1996)
- "Needle Mythology" (1996)
- "17" (1997)
- "17" (1998)
- "You Are" (1998)

Albums
- Duffy (1995)
- I Love My Friends (1998)

### Me Me Me
- "Hanging Around" (1996)

### The Devils con Nick Rhodes
Dark Circles (2002) Tape Modern